# Hornbach (stad)
Hornbach is een kleine stad in de Duitse deelstaat Rijnland-Palts, en maakt deel uit van de Landkreis Südwestpfalz.
Hornbach telt 1.424 inwoners.

## Ligging; buurgemeentes
Hornbach ligt aan de grens tussen  Duitsland en Frankrijk.
De buurgemeentes van Hornbach zijn:
- Althornbach
- Mauschbach
- Rolbing, in Frankrijk
- Schweyen, in Frankrijk
- Blieskastel
- Zweibrücken.

De belangrijkste verkeersweg in de gemeente is de Bundesstraße 424. Het stadje ligt aan en heet naar de 55 km lange, in Frankrijk ontspringende Hornbach; ook enkele kleinere beken stromen door de gemeente.

## Bestuur
De stad maakt sinds 1997 deel uit van de Verbandsgemeinde Zweibrücken-Land.

## Geschiedenis
Het stadje is bekend, doordat er een in het jaar 741 door Sint Pirminius gesticht klooster van de benedictijnen stond. Deze heilige is hier in 753 ook overleden. Sint Pirminius is ook in het stadswapen afgebeeld.
In 1352 verkreeg Hornbach stadsrechten uit handen van Keizer Karel IV.
In de jaren na 1990 is het tot een ruïne vervallen klooster, evenals het nabij gelegen Fabianussticht grotendeels heropgebouwd. Er zijn o.a. een hotel, een feestzaal voor bruiloften en partijen, en een museum in ondergebracht.
Van 1913 tot 1967 had Hornbach aan een kleine spoorweg naar Zweibrücken een station.

## Afbeeldingen

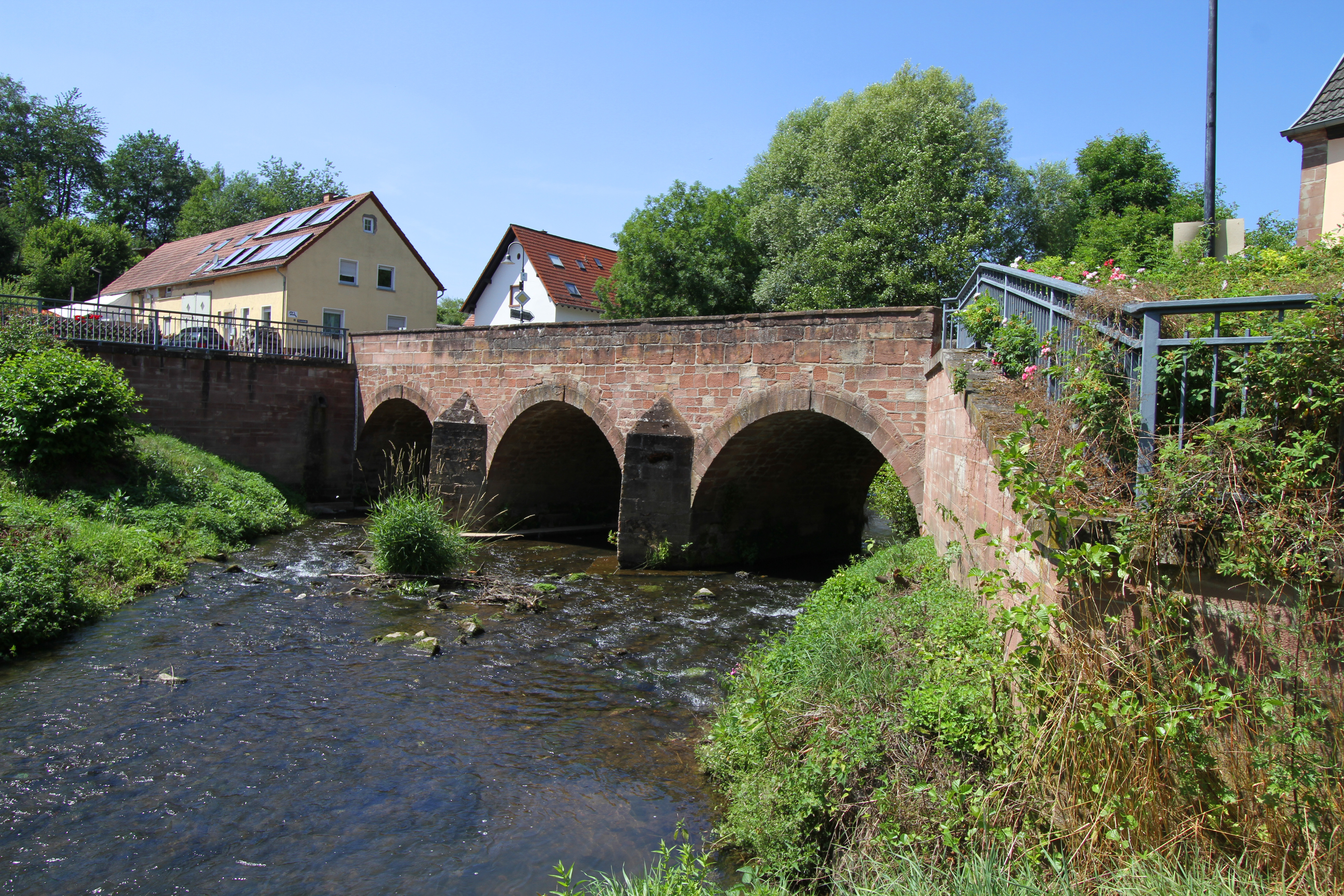
Bruggetje te Hornbach
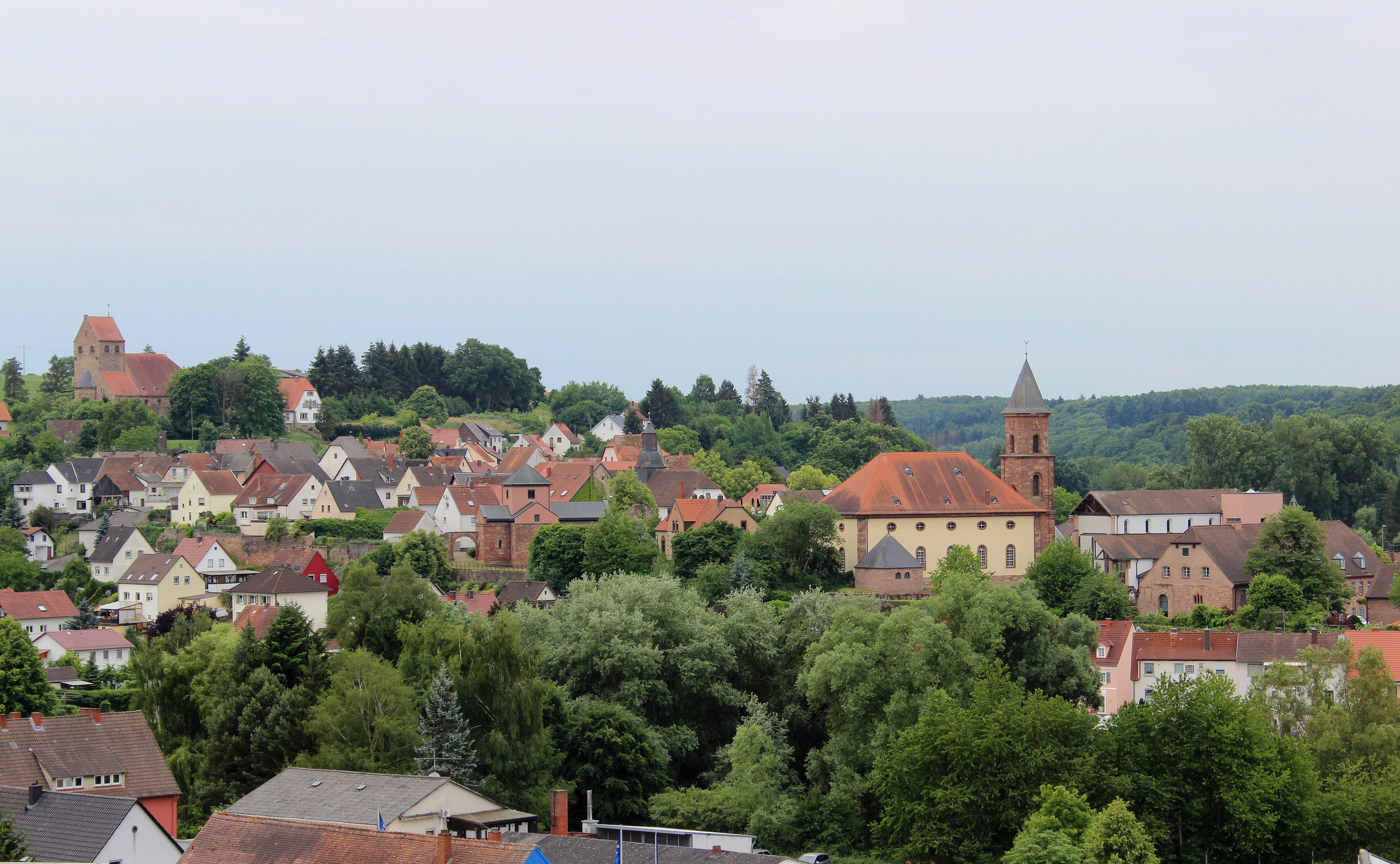
Gezicht op Hornbach
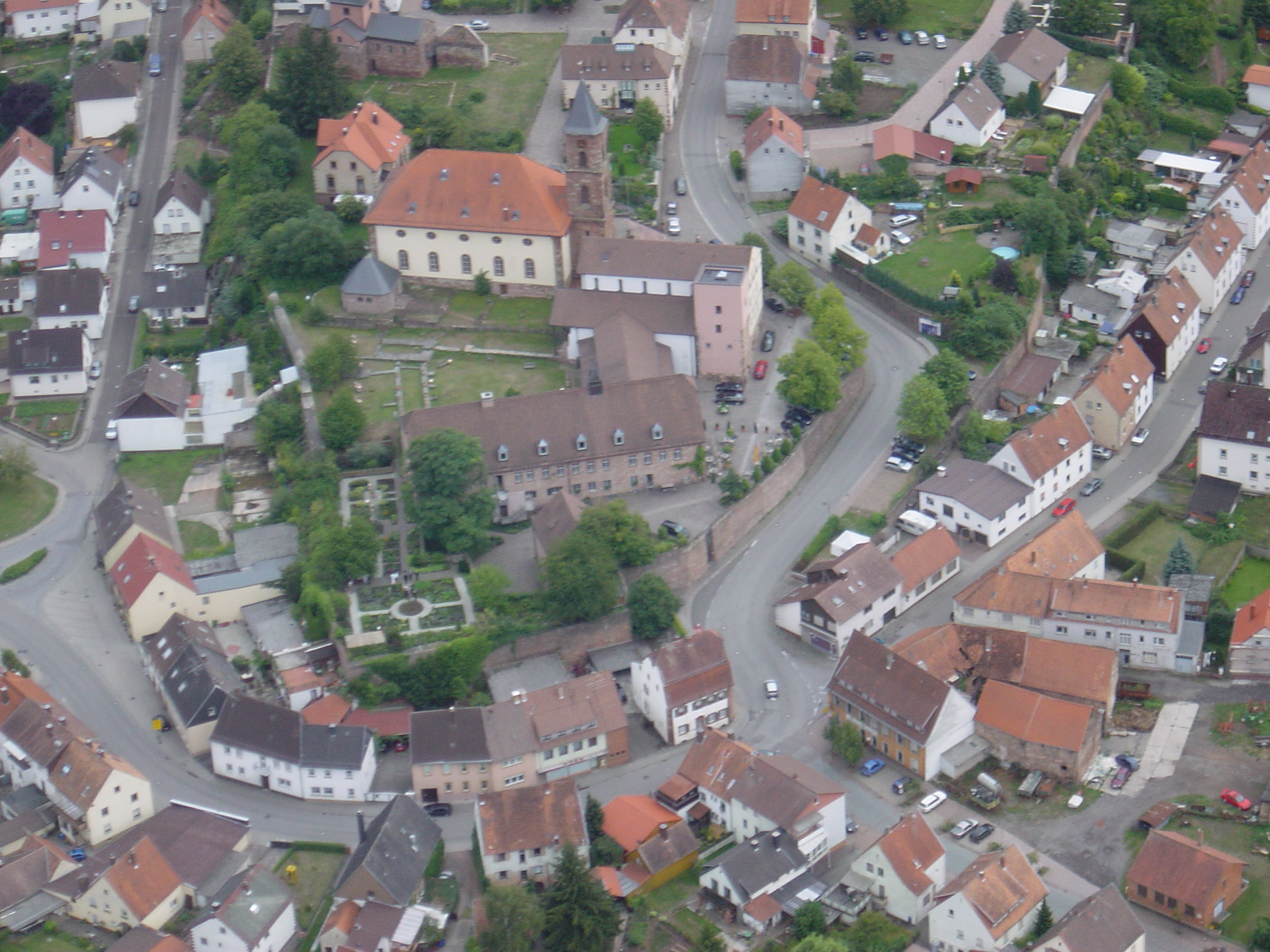
Luchtfoto kloostercomplex
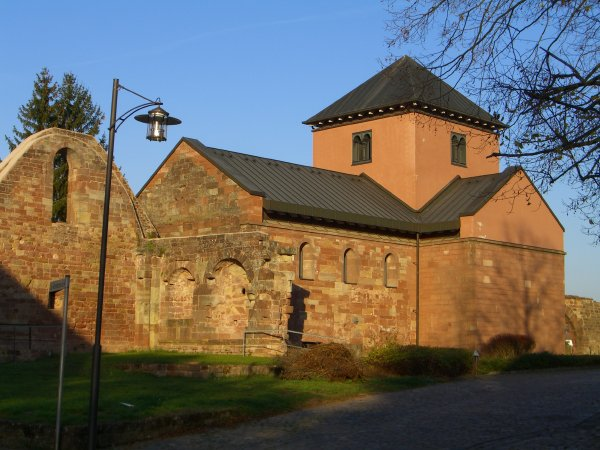
Gerestaureerd Fabianstift

## Belangrijke personen in relatie tot de gemeente
- Pirminius, heilige, overleed te Hornbach in 753
- Hieronymus Bock, botanicus, overleed te Hornbach in 1554

Althornbach ·
Battweiler ·
Bechhofen ·
Biedershausen ·
Bobenthal ·
Bottenbach ·
Bruchweiler-Bärenbach ·
Bundenthal ·
Busenberg ·
Clausen ·
Contwig ·
Dahn ·
Darstein ·
Dellfeld ·
Dietrichingen ·
Dimbach ·
Donsieders ·
Eppenbrunn ·
Erfweiler ·
Erlenbach bei Dahn ·
Fischbach bei Dahn ·
Geiselberg ·
Großbundenbach ·
Großsteinhausen ·
Hauenstein ·
Heltersberg ·
Hermersberg ·
Herschberg ·
Hettenhausen ·
Hilst ·
Hinterweidenthal ·
Hirschthal ·
Höheinöd ·
Höheischweiler ·
Höhfröschen ·
Horbach ·
Hornbach ·
Käshofen ·
Kleinbundenbach ·
Kleinsteinhausen ·
Knopp-Labach ·
Krähenberg ·
Kröppen ·
Leimen ·
Lemberg ·
Ludwigswinkel ·
Lug ·
Maßweiler ·
Mauschbach ·
Merzalben ·
Münchweiler an der Rodalb ·
Niederschlettenbach ·
Nothweiler ·
Nünschweiler ·
Obernheim-Kirchenarnbach ·
Obersimten ·
Petersberg ·
Reifenberg ·
Riedelberg ·
Rieschweiler-Mühlbach ·
Rodalben ·
Rosenkopf ·
Rumbach ·
Ruppertsweiler ·
Saalstadt ·
Schauerberg ·
Schindhard ·
Schmalenberg ·
Schmitshausen ·
Schönau ·
Schwanheim ·
Schweix ·
Spirkelbach ·
Steinalben ·
Thaleischweiler-Fröschen ·
Trulben ·
Vinningen ·
Waldfischbach-Burgalben ·
Wallhalben ·
Walshausen ·
Weselberg ·
Wiesbach ·
Wilgartswiesen ·
Winterbach